# Educatore professionale socio pedagogico
L'Educatore professionale socio-pedagogico è il professionista dell'Educazione e della Formazione dell'Uomo ed opera in ambito educativo, formativo e pedagogico in rapporto a qualsiasi attività svolta in modo formale, non formale e informale, nelle varie fasi della vita, in una prospettiva di crescita personale e sociale, con l’utilizzo di metodologie proprie della professione, in regime di lavoro autonomo, subordinato o mediante forme di collaborazione. È un professionista che svolge funzioni intellettuali con propria autonomia scientifica e responsabilità deontologica, con l’uso di strumenti conoscitivi specifici di tipo teorico e metodologico, per la progettazione, programmazione, intervento e valutazione di interventi educativi e supervisione, indirizzati alla persona e ai gruppi, in vari contesti educativi e formativi, per tutto il corso della loro vita, nonché con attività didattica di ricerca e di sperimentazione. Valuta, progetta, organizza e mette in atto progetti, interventi e servizi educativi e formativi in ambito socio educativo, socio-assistenziale e socio-sanitario, rivolti a persone in difficoltà o in condizione di disagio, collaborando con altre figure professionali; stimola i gruppi e gli individui a perseguire l'obiettivo della crescita integrale e dell'inserimento o del reinserimento sociale, definendo interventi educativi, formativi, assistenziali e sociali, anche in collaborazione con altre agenzie educative.

## Formazione
La qualifica di educatore professionale socio-pedagogico è attribuita con la laurea L-19 in "Scienze dell'educazione e della formazione" e ai sensi delle disposizioni del decreto legislativo 13 aprile 2017, n. 65, a norma della Legge 27 dicembre 2017, n. 205, art. 1 comma 595 ed, in via transitoria, secondo quanto stabilito dai commi 597 e 598 della medesima legge. L’educatore professionale socio-pedagogico rientra nel livello di conoscenze, competenze e abilità e opera nelle aree di professionalità del 6º livello del Quadro europeo delle qualifiche (QEQ), secondo l’European qualifications framework, ai sensi della raccomandazione del Parlamento europeo e del Consiglio, del 23 aprile 2008, sulla costituzione del Quadro europeo delle qualifiche per l’apprendimento permanente, di seguito denominata «raccomandazione europea 23 aprile 2008» (Legge n.205/2017, art.1 comma 595). 
La professione di educatore professionale socio pedagogico è disciplinata dalla Legge n. 55 del 15 aprile 2024, entrata in vigore l'8 maggio 2024, che ha istituito l'Ordine delle professioni pedagogiche ed educative e i relativi albi professionali, posti sotto la vigilanza del Ministero della Giustizia, pertanto, per l'esercizio della professione occorre essere iscritti all'albo degli educatori professionali socio-pedagogici. 
La prova valutativa delle competenze professionali acquisite con il tirocinio svolto presso una struttura, attestato congiuntamente dalla struttura medesima e dagli organi accademici,  è sostenuta alla presenza di un componente designato dall'Ordine professionale, svolta prima della discussione della tesi di laurea, nell'ambito dell'esame finale per il conseguimento del titolo di studio abilitante all'esercizio della professione di educatore professionale socio-pedagogico.

## Conoscenze e competenze professionali
L'Educatore professionale socio pedagogico possiede:
- conoscenze teoriche di base e competenze operative nelle scienze pedagogiche e metodologico-didattiche, integrate da ambiti differenziati di conoscenze e competenze nelle discipline filosofiche, sociologiche e psicologiche, ma sempre in relazione a una prevalenza della formazione generale, relativa alla conoscenza teorica, epistemologica e metodologica delle problematiche educative nelle loro diverse dimensioni, compresa quella di genere;

- conoscenze teorico-pratiche per l'analisi della realtà sociale, culturale e territoriale, e competenze per elaborare, realizzare, gestire e valutare progetti educativi, al fine di rispondere alla crescente domanda educativa espressa dalla realtà sociale e dai servizi alla persona e alle comunità;

- abilità e competenze pedagogico-progettuali, metodologico-didattiche, comunicativo relazionali, organizzativo-istituzionali al fine di progettare, realizzare, gestire e valutare interventi e processi di formazione continua, anche mediante tecnologie multimediali e sistemi di formazione a distanza;

- una solida cultura di base nelle scienze della formazione dell'infanzia e della preadolescenza finalizzata ad acquisire competenze specifiche, saperi trasversali, metodi e tecniche di lavoro e di ricerca per gestire attività di insegnamento/apprendimento e interventi educativi nei servizi;

- il possesso fluente, in forma scritta e orale, di almeno una lingua dell'Unione Europea, oltre l'italiano e adeguate competenze e strumenti per la comunicazione e la gestione dell'informazione.

## Ambiti professionali di intervento
L'Educatore professionale socio pedagogico opera nei servizi e nei presidi socio-educativi e socio-assistenziali, nei confronti di persone di ogni età, prioritariamente nei seguenti ambiti: educativo e formativo; scolastico; socio-assistenziale, relativamente agli aspetti socio-educativi; nei servizi e nei presidi socio-sanitari e della salute relativamente agli aspetti socio-educativi; della genitorialità e della famiglia; culturale; giudiziario; ambientale; sportivo e motorio; dell'integrazione e della cooperazione internazionale.
Ai sensi del DM 16 marzo 2007 - GU n. 153 del 6 luglio 2007, l'Educatore professionale socio pedagogico, svolge le proprie attività professionali, nelle strutture pubbliche e private che gestiscono e/o erogano servizi sociali e socio-sanitari (residenziali, domiciliari, territoriali) previsti dalla Legge 328/2000 e riguardanti:
- famiglie,
- minori,
- anziani,
- soggetti detenuti nelle carceri,
- stranieri,
- nomadi,
- persone con disabilità,
- servizi culturali, ricreativi, sportivi (centri di aggregazione giovanile, biblioteche, mediateche, ludoteche, musei, ecc.),
- servizi di educazione ambientale (parchi, ecomusei, agenzie per l'ambiente, ecc.);
- svolge anche attività di animatore socio-educativo;
- ulteriori ambiti occupazionali sono le attività professionali di formatore, istruttore o tutor nei servizi di formazione professionale e continua, pubblici, privati e del privato sociale, nelle imprese e nelle associazioni di categoria;
- nei servizi di sostegno alla genitorialità;
- nelle strutture prescolastiche, scolastiche ed extrascolastiche,
- convitti, semiconvitti ed educandati in qualità di personale educativo[9],
- nei servizi e presidi socio-sanitari e della salute, relativamente agli aspetti socio-educativi;
- nei servizi educativi per l'infanzia (nidi e micronidi, sezioni primavera, spazi gioco, centri per bambini e famiglie, servizi educativi in contesto domiciliare)[10] e per la preadolescenza.[7] Come educatori nei servizi educativi per l'infanzia (la qualifica di educatore professionale socio pedagogico deve ricomprendere, ai sensi del combinato disposto dal DL.65/2017[11] e L.205/2017[12], anche i crediti formativi universitari utili all'acquisizione della qualifica di educatore dei servizi educativi per l'infanzia).

Le funzioni dell’educatore socio-pedagogico in ambito socio sanitario e della salute fanno riferimento alle seguenti attività professionali:
- individuare, promuovere e sviluppare le potenzialità cognitive, affettive, ludiche e relazionali dei soggetti, a livello individuale e collettivo, nell’ambito di progetti pedagogici elaborati in autonomia professionale o con una equipe in prospettiva interdisciplinare e interprofessionale;

- contribuire alle strategie pedagogiche per programmare, pianificare, realizzare, gestire, monitorare, verificare e valutare interventi educativi mirati allo sviluppo delle potenzialità di tutti i soggetti per il raggiungimento di livelli sempre più avanzati di sviluppo, autonomia personale e inclusione sociale;

- progettare, organizzare, realizzare e valutare situazioni e processi educativi e formativi sia in contesti formali, pubblici e privati, sia in contesti informali, finalizzati alla promozione del benessere individuale e sociale, al supporto, all’accompagnamento e all’implementazione del progetto di vita delle persone con fragilità esistenziale, marginalità sociale e povertà materiale ed educativa, durante tutto l’arco della vita;

- costruire relazioni educative, cura educativa, accoglienza e responsabilità; prevenire situazioni di isolamento, solitudine, stigmatizzazione e marginalizzazione educativa, soprattutto nelle aree territoriali culturalmente e socialmente deprivate.

## Prosecuzione degli studi
Naturale prosecuzione degli studi dell'Educatore professionale socio-pedagogico può essere quella che porta alla qualifica di Pedagogista attraverso il conseguimento di una delle Lauree magistrali abilitanti attive presso i Dipartimenti e/o Facoltà di Scienze della Formazione che danno accesso a tale professione: LM 85 Scienze Pedagogiche, LM 50 Programmazione e gestione dei servizi educativi, LM 57 Scienze dell'educazione degli adulti e della formazione continua o LM 93 Teorie e metodologie dell'elearning e della media education. 